# Временски теснац
Временски теснац (енгл. Nick of Time) је амерички акциони трилер филм из 1995. године режисера Џона Бадама, са Џонијем Депом, Кристофером Вокеном, Ромом Мафијом, Чарлсом С. Датоном, Маршом Мејсон, Питером Штраусом и Глоријом Рубен у главним улогама. Радња филма прати Џина Вотсона, књиговођу којем је кћерка отета и који у замену за њену слободу мора да изврши атентат на гувернерку Калифорније.
Филм је добио углавном негативне оцене, критичари сајта Ротен Томејтоуз су га оценили са 32%, док је од стране публике добио нешто бољи проценат од 47%. На IMDb-у је ситуација нешто боља где је оцењен са просечном оценом 6,3 од 10.
Филм је остварио врло ниску зараду на благајнама прикупивши само 8 милиона $, у поређењу са продукцијским буџетом који је износио око 33 милиона $.
Премијерно је пуштен у биоскопе 22. новембра 1995. године.

## Радња
Када двоје отмичара киднапују кћерку од књиговође Џина Вотсона и поставе му ултиматум да убије особу са слике коју су му дали за 90 минута, или ће у супротном његова кћерка да настрада, Вотсон нема избора и пристаје. Од отмичара такође добија распоред кретања особе коју треба да убије, шест метака и пиштољ. Како време одмиче Вотсон схвата да је особа коју би требало да убије заправо гувернерка Калифорније, Еленор Грант, а да у ствари отмичари нису једини који би желели да виде мртву гувернерку већ да је у атентат над њом умешан чак и њен муж...

## Улоге
| Глумац          | Улога                   |
| --------------- | ----------------------- |
| Џони Деп        | Џин Вотсон              |
| Кристофер Вокен | гдин. Смит              |
| Рома Мафија     | гђа. Џоунс              |
| Чарлс С. Датон  | Хјуи                    |
| Марша Мејсон    | гувернерка Еленор Грант |
| Питер Штраус    | Брендан Грант           |
| Глорија Рубен   | Криста Брукс            |
| Кортни Чејс     | Лин Вотсон              |
| Идит Дијаз      | Ајрин                   |
| Бил Смитрович   | радник обезбеђења       |
| Јул Васкез      | Гастин                  |